# Capela das Pereiras
A Capela da Nossa Senhora da Misericórdia das Pereiras é uma capela situada na vila de Ponte de Lima, em Portugal. Em 1982 foi classificada como Imóvel de Interesse Municipal. O templo primitivo foi edificado no século XVI, em substituição de uma ermida que existia no local. 
Este edifício foi reconstruído após o terramoto de 1755, altura em que ocupou a quase totalidade da área atual. Em 1818 o traçado inicial, de nave única foi profundamente alterado, tendo sido acrescentada uma nova ábside de planta retangular e a sacristia. É desta intervenção que data a fachada atual, com frontispício neoclássico, à qual se acede por uma escadaria. 
Em 1982 foi classificada como Imóvel de Interesse Municipal e encontra-se na Zona de Proteção Especial da Casa das Pereiras.